# 佩里辉尾蜂鸟
，是雨燕目蜂鸟科的一种鸟类。
佩里辉尾蜂鸟体重约3.9克，翼长约58.1毫米，嘴峰长约14.4毫米，喙宽度约0.9毫米，喙厚度约1毫米，跗蹠长约5.6毫米，尾长约41毫米。佩里辉尾蜂鸟在其分布区内为留鸟，其栖息在半开放的草原环境中，食性为草食性，主要食物来源是植物的花蜜。
佩里辉尾蜂鸟分布于哥伦比亚/委内瑞拉边境的佩里哈山脉。该物种是单型物种，没有亚种分化。